# Stimuleringsfonds voor de Journalistiek
Het Stimuleringsfonds voor de Journalistiek is een fonds ter ondersteuning van de journalistiek in Nederland. Het werd opgericht (als Bedrijfsfonds voor de Pers) op 16 september 1974 om noodlijdende persorganen tijdelijk financieel te steunen. Daarnaast wil het modernisering en vernieuwing van het perslandschap stimuleren. Het Stimuleringsfonds wordt gefinancierd door het Ministerie van Onderwijs, Cultuur en Wetenschap en ontvangt 2,3 miljoen euro subsidie per jaar.

## Het fonds
Het Stimuleringsfonds functioneerde als stichting Bedrijfsfonds tot eind 1987 op basis van statuten. Vanaf 1 januari 1988 functioneert het op basis van de Mediawet als een zelfstandig bestuursorgaan, met exact dezelfde rechten en plichten als voorheen. Het heeft rechtspersoonlijkheid bij wet en neemt sinds 1988 zelfstandig beslissingen over financiële steunverlening. Het fonds gaf steun aan noodlijdende persorganen om de pluriformiteit te handhaven. In 1989 deelde het fonds bijvoorbeeld 15 miljoen gulden uit aan twaalf verlieslijdende dagbladen. Hiervan ging onder andere 3 miljoen naar De Telegraaf voor De Courant/Nieuws van de Dag, Trouw kreeg 3,2 miljoen, Het Parool kreeg 2 miljoen, Sijthoff Pers ontving 1,9 miljoen voor het Rotterdams Nieuwsblad, voor Het Binnenhof 1,3 miljoen en 500.000 voor de Leidsche Courant.
De oorspronkelijke functie - financiële ondersteuning van noodlijdende persorganen - komt in de praktijk zelden tot nooit meer voor. Doordat veel media onderdeel zijn geworden van grote bedrijven, worden die in eerste aanleg verantwoordelijk geacht voor financiële steun. Het Stimuleringsfonds draagt nog wel financieel bij aan onder meer het mogelijk maken van de publicatie van boeken met een journalistiek onderwerp, zoals 'Journalistiek moet verder' (2005).

## Naamsveranderingen
Op 1 juli 2007 veranderde de naam van Bedrijfsfonds- in Stimuleringsfonds voor de Pers. Dit om meer helderheid te geven aan de volledige functie van de instelling.
Op 1 juli 2014 veranderde de naam van Stimuleringsfonds voor de Pers in Stimuleringsfonds voor de Journalistiek. Sinds 2010 veranderde het fonds van een geldverstrekkende organisatie naar een servicegericht kennisinstituut en verbreedde het zijn werkveld naar de journalistieke infrastructuur. De nieuwe naam moest hier beter op aansluiten.